# Театр Тафта

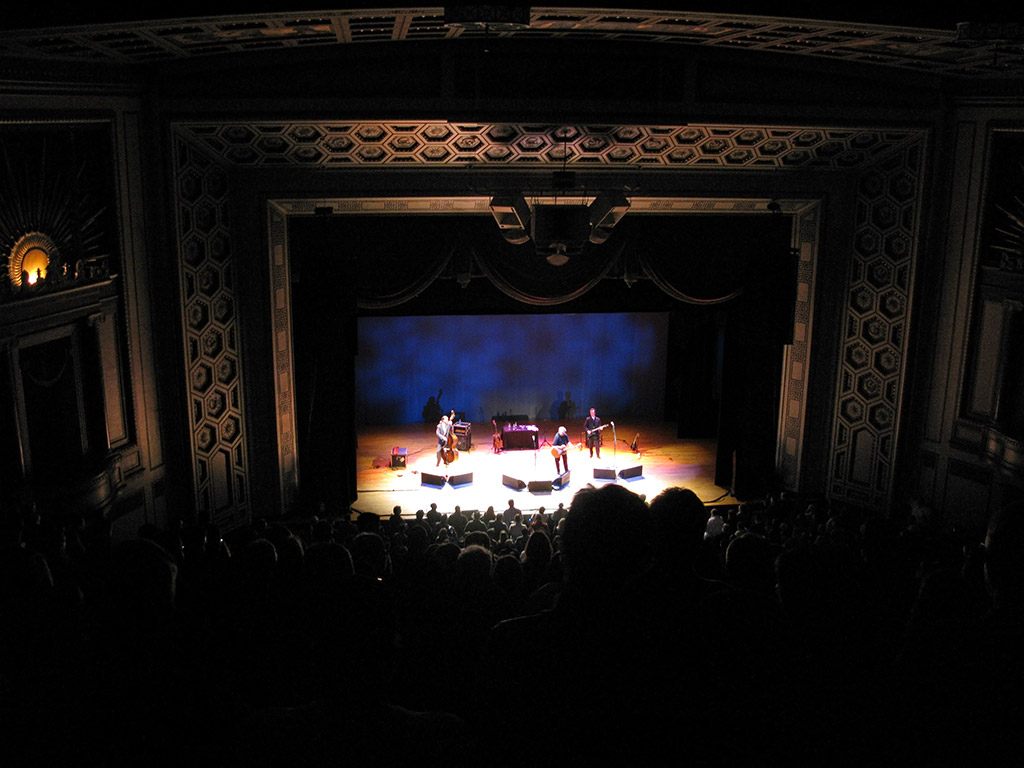
Вид на сцену с балкона

Театр Та́фта это 2500-местный театр, расположенный в Цинциннати, штат Огайо, по адресу 317 East Fifth Street.
Театр был построен в 1928 году  о чём свидетельствует его интерьер в стиле ар-деко. Театр является частью Масонского центра Цинциннати на Пятой и Сикамор-стрит, строительство которого началось 14 декабря 1925 года после длительного обсуждения и сбора средств. Почётным председателем проекта был Чарльз Фелпс Тафт (1843—1929), член масонской ложи (Килуиннингской ложи № 356), член Палаты представителей, адвокат, бизнесмен, старший брат 27-го президента США и редактор газеты The Cincinnati Times-Star. Его дом находился в нескольких кварталах от Центра. Строительство закончилось в январе 1928 года. В следующем году Чарльз Тафт скончался. Его дом теперь Музей Тафта, и театр носит его имя.
В соответствии со схемой, представленной на сайте театра, сейчас в зрительном зале оборудовано 2251 сидячее место. Из них в партере — 1057, на балконе — 1072 и 122 места в 11-ти ложах. Все места в зале незаслонённые, что дает каждому из них хороший обзор сцены.
В 2012 году в дополнение к основному зрительному залу на месте репетиционного помещения Театр Тафта открыл танцевальный зал на 500 стоячих мест, где возможно проведение музыкальных выступлений любого жанра от концертов до частных вечеринок.
С 1969 года в помещениях Театра Тафта размещался Детский театр Цинциннати. В 2015 году штаб-квартира Детского театра и образовательные подразделения переехали в новое здание по адресу Red Bank Road 4015, но спектакли по-прежнему идут на сцене Театра Тафта.
По состоянию на 2010 год Театр Тафта управляется Music & Event Management Inc., дочерней компанией Симфонического оркестра Цинциннати. Music & Event Management Inc. также управляет Riverbend Music Center и PNC Pavilion. Театр прошел модернизацию и реконструкцию на сумму 3 миллиона долларов в части кондиционирования воздуха, мест для сидения, улучшения туалетов и других удобств. В результате установки более широких и удобных сидений общее количество мест уменьшилось до менее чем 2300.
Театр Тафта используется для бродвейских шоу, концертов, комедий и других специальных мероприятий.

### Комментарии
1. ↑  Среди этих мест примерно 16 оборудовано для размещения людей с ограниченными физическими возможностями.
2. ↑  Судя по фотографиям, словом «balcony» в данном случае обозначен амфитеатр.